# Günther Todt
Günther Otto Todt (* 6. Juli 1928; † 12. März 2009) war ein deutscher Marinemaler und Illustrator in der zweiten Hälfte des 20. Jahrhunderts.

## Leben
Als Jugendlicher war er gegen Ende des Zweiten Weltkriegs als Flak-Soldat im Einsatz. Es folgte eine Ausbildung zum Grafiker, danach betrieb er in Hamburg ein Büro für Werbe- und Schiffahrtsgrafik.
Berühmt wurde er durch dramatische Marinegemälde, mit denen er auch an zahlreichen Kunstausstellungen teilnahm. Außerdem fertigte er zahlreiche Auftragswerke für die Bundeswehr und die Bundesmarine, Buchillustrationen sowie Bilder für die Modellbaukästen von Revell u. a. Postkarten seiner Bilder wurden am Marineehrenmal in Laboe verkauft.

## Gemälde
- SMS Linienschiff NASSAU (erschien als Postkarte Nr. 7)
- SMS Großer Kreuzer GOEBEN (erschien als Postkarte Nr. 8)
- SMS Kleiner Kreuzer EMDEN (erschien als Postkarte Nr. 9)
- U-Boot Typ VII C (erschien als Postkarte Nr. 10)
- Radkorvette HAMBURG 1848 (erschien als Postkarte Nr. 17)
- SMS Hilfskreuzer SEEADLER (erschien als Postkarte Nr. 25)
- Atlantik-Boot U 473 (erschien als Postkarte Nr. 27)
- Schlachtschiff BISMARCK (erschien als Postkarte Nr. 30)
- Zerstörer Z 31 (erschien als Postkarte Nr. 31)
- Aviso und Jacht des Kronprinzen KAISERADLER (erschien als Postkarte Nr. 45)
- SMS Großer Kreuzer DERFFLINGER (erschien als Postkarte Nr. 46)
- Schwerer Kreuzer PRINZ EUGEN
- Leuchtschiff ELBE 1
- Brigantine vor Castell Friedrichsburg in Afrika, heutiges Ghana (erschien als Postkarte Nr. 37)